# Hilary Duff

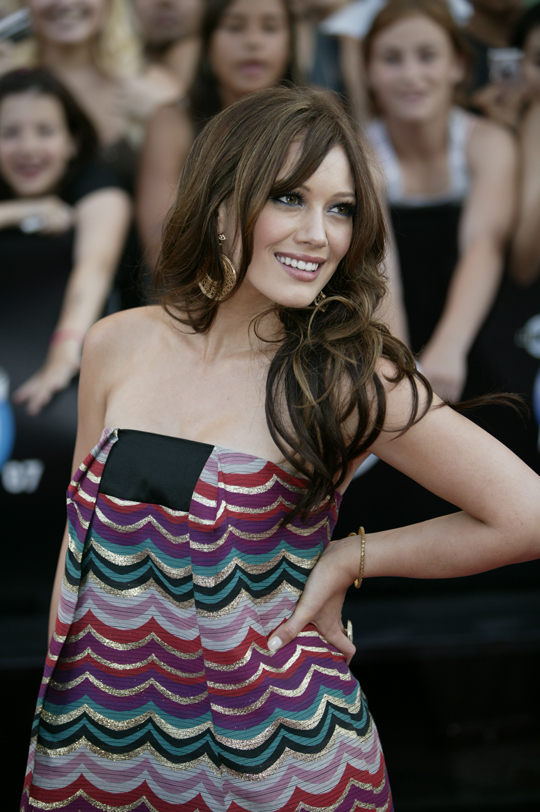
Hilary Duff na MuchMusic Video Awards w 2007 roku

Hilary Erhard Duff ps. Hil (ur. 28 września 1987 w Houston) – amerykańska aktorka, piosenkarka pop, producentka, businesswoman i autorka tekstów.

## Życiorys

### Dzieciństwo i początki kariery
Hilary Duff urodziła się w Houston w Teksasie, jako drugie dziecko Boba Duffa i Susan Duff (z domu Cobb). To matka zachęciła Hilary, a także jej starszą siostrę Haylie, aby w dzieciństwie wzięły udział w zajęciach z aktorstwa. Dzięki temu dziewczynki otrzymały kilka ról w produkcjach lokalnych teatrów. Jako sześciolatka, Hilary wraz z ośmioletnią Haylie i grupą BalletMet z Columbus, wzięły udział w balecie Dziadek do orzechów. Spektakl odbył się w San Antonio. W tamtym czasie matka Hilary podjęła decyzję o przeprowadzce do Kalifornii. Ojciec pozostał w Houston, aby pilnować rodzinnego interesu. Małżeństwo rodziców Hilary rozpadło się w 2006 roku.
W Kalifornii, po kilku latach przesłuchań i spotkań, siostry Duff zostały zaangażowane do kilku reklam telewizyjnych.

### Telewizja

#### Początki
Pierwsze role Duff były głównie epizodyczne. Aktorka zagrała w serii westernów firmy Hallmark Entertainment, zatytułowanych True Women (premiera w 1997), bez uwzględnienia w napisach końcowych. Była również statystką w wyreżyserowanej i napisanej przez Willarda Carrolla komedii romantycznej Gra w serca (1998). Jej pierwszą ważną rolą była czarownica Wendy w filmie Kacper i Wendy (1998). Duff pojawiła się w drugoplanowej roli w serialu telewizyjnym Przewodnik dusz (1999), opartym na powieści Kathleen Kane. W tym samym roku otrzymała Nagrodę Młodych Artystów za „Najlepszą grę aktorską w filmie TV lub programie pilotażowym”.
Duff wystąpiła w odcinku pilotażowym sitcomu telewizji NBC Daddio (2000) w roli Molly Kidman. Aktor Michael Chiklis grający w tym samym serialu miał podczas pracy z nią powiedzieć: „Ta młoda dziewczyna będzie kiedyś gwiazdą filmową. Była całkowicie rozluźniona i czuła się dobrze we własnej skórze”. 

#### Lizzie McGuire
W Lizzie McGuire Duff wciela się w tytułową rolę niezdarnej uczennicy szkoły średniej. W obsadzie znaleźli się m.in. Lalaine, Adam Lanberg, Jake Thomas, Clayton Snyder, Ashlie Brillault, Robert Carradine i Hallie Todd.
Od pierwszej emisji 12 stycznia 2001 roku na kanale Disney Channel serial odniósł znaczny sukces z 2,3 mln publicznością i stanowił przełom w karierze Duff. Udział w show przyniósł jej rosnącą popularność wśród dzieci i młodzieży. Krytyk Richard Huff z New York Daily News nazwał ją „wersją Annette Funicello z 2002 roku”. Po realizacji kontraktu z Duff na 65 odcinków Lizzie McGuire zaproponowano emisję kolejnych odcinków serialu na kanale ABC w godzinach największej oglądalności, jednak nigdy do tego nie doszło. Wyprodukowano jednak film pełnometrażowy Lizzie McGuire, który również okazał się sukcesem.

### Kariera filmowa
Pierwszą znaczącą rolą filmową Duff był wystąp w filmie nakręconym przed Lizzie McGuire, Wojna plemników (2002), ale pokazano go po raz pierwszy na festiwalach w Cannes i Sundance. Napisany przez Charliego Kaufmana i wyreżyserowany przez Michela Gondry’ego film opowiada o Lili Jute, kobiecie mającej problemy hormonalne, którą zagrała Patricia Arquette. Duff w tym filmie zagrała młodą Lilę.

#### 2003–2004
Duff zagrała obok Christy Carlson Romano i Gary’ego Cole’a w filmie telewizyjnym Disney Channel Kadet Kelly (2002), który okazał się najczęściej oglądanym programem w dziewiętnastoletniej historii kanału. Po raz pierwszy główną rolę zagrała w 2003 roku w filmie fabularnym Agent Cody Banks u boku Frankiego Muniza. Film otrzymał pozytywne recenzje i odniósł wystarczający sukces, by nakręcić kontynuację, w której jednak Duff nie wzięła udziału. W tym samym roku Duff zagrała Lizzie McGuire w filmie Lizzie McGuire i komedii familijnej Fałszywa dwunastka (2003). Powtórzyła swoją rolę w kontynuacji pt. Fałszywa dwunastka 2 (2005). Obraz został skrytykowany przez znawców, ale finansowo przyniósł zyski równe poprzednikowi.
W 2004 roku Duff zagrała w komedii romantycznej Historia Kopciuszka. Film odniósł umiarkowany sukces finansowy, a większość recenzji była negatywna, lecz nieliczni krytycy byli pod wrażeniem gry aktorskiej Duff i jej „chemii” z gwiazdą Chadem Michaelem Murrayem. Historia Kopciuszka zarobiła ponad 60 mln dolarów na całym świecie i była reklamowym sukcesem.
W tym samym roku Duff zagrała w filmie Szansa na sukces. Opowiada on historię Terri Fletcher (granej przez Duff), pochodzącej z małego miasteczka dziewczyny o pięknym głosie. Krytycy pochwalili Duff za ukazanie się w bardziej dramatycznej roli niż dotychczas, lecz film został mocno skrytykowany, m.in. przez Las Vegas Weekly, piszącego: „Bez wysiłku połączono złą grę aktorską i zły głos Duff ze złym scenariuszem i złą reżyserią, Szansa na sukces jest obraźliwym marnowaniem czasu, który błaga o ciszę”. Kilka recenzji skrytykowało głos Duff, krytycy zwrócili uwagę na coś, co wydawało się cyfrowo uwydatnionym głosem. Podczas premiery filmu nie odnotowano masowego napływu widzów do kin. Produkcja ta była ostatnim udanym filmem reklamowym Hilary Duff, z całkowitymi wpływami kasowymi przekraczającymi 14 milionów dolarów. Była to także pierwsza rola Duff w dramacie.. Za udział w Szansie na sukces Duff dostała pierwszą nominację do Złotej Maliny.

#### 2005–2006

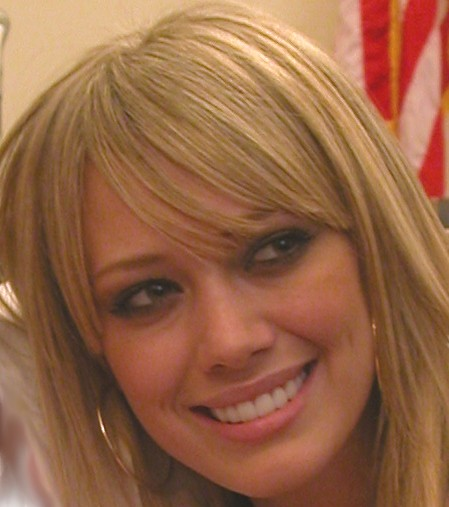
Hilary Duff w 2005 roku

W 2005 roku oprócz udziału w sequelu Fałszywej dwunastki. Duff zagrała również w Idealnym facecie, gdzie wcieliła się w córkę rozwódki (Heather Locklear), która przeprowadza się do Nowego Jorku w poszukiwaniu miłości. Film zebrał negatywne recenzje i przyniósł mniejsze zyski niż oczekiwano. Tego roku Duff ponownie była nominowana do Złotej Maliny za filmy Idealny facet i Fałszywa dwunastka 2.
W 2006 roku komedia zatytułowana Dziedziczki przyniosła kolejne finansowe rozczarowanie. Martha Coolidge – reżyser filmu, który wyprodukowała m.in. Madonna, zatrudniła Hilary Duff i jej siostrę Haylie Duff do odegrania ról bogatych sióstr, które muszą walczyć o odzyskanie fortuny. Za film Duff była nominowana do następnych dwóch Złotych Malin 24 stycznia 2007. Film ukazał się w europejskich kinach dopiero w marcu 2007 roku, w Polsce nie był wyświetlany w kinach - ukazując się jedynie na płytach DVD. W Stanach Zjednoczonych film Dziedziczki został wydany na płytach 12 grudnia 2006. Z powodu szybkiego nagrywania nowego studyjnego albumu Duff zatytułowanego Dignity, Dziedziczki był jedynym filmem, w którym zagrała w 2006 r.

### 2007–2008
Rok 2007 był kolejnym rokiem ról kinowych dla Hilary Duff. Wystąpiła ona w jednym filmie, podczas gdy drugi był w trakcie produkcji. W kolejnym projekcie, animowanej komputerowo komedii Foodfight!, razem z siostrą użyczyła swojego głosu. Film trafił do kin w Stanach Zjednoczonych w 2008 roku. Reżyser produkcji, Larry Kasanoff, wyraził swoje „absolutne zachwycenie” z powodu udziału sióstr Duff w obsadzie”.
Hilary Duff odbyła kolejną podróż do Europy, tym razem do Bułgarii, w celu kręcenia filmu War, Inc. W thrillerze Duff gra obok Johna Cusacka, który ogłosił, że cieszy się graniem z panną Duff i że „budzi szacunek w filmie”. Duff zagrała azjatycką gwiazdę pop o imieniu Yonica. Premiera w USA odbyła się 23 maja 2008 roku.
Hilary zagrała jednocześnie jeszcze w dwóch filmach Greta i What Goes Up. Premiery obu produkcji odbyły się w 2009 roku.

### Kariera muzyczna

#### 2002–2004
Hilary Duff nagrała cover piosenki Brooke McClymont „I Can’t Wait” na potrzeby ścieżki dźwiękowej do serialu Lizzie McGuire w 2002 r. Cover „The Tiki Tiki Tiki Room” zaśpiewała dla pierwszego albumu kompilacyjnego DisneyMania.
Pierwszym albumem piosenkarki jest Santa Claus Lane wydany w 2002 roku. Jest to kompilacja świątecznych piosenek, która zawiera duety z Lilem Romeo, Christiną Millan i siostrą Duff – Haylie. W asyście Disney Channel tylko singiel „Tell Me a Story” zdołał znaleźć się na liście Billboard 200. Tytułowa ścieżka z albumu została dołączona do ścieżki dźwiękowej filmu Śnięty Mikołaj 2. Inna piosenka, „What Christmas Should Be” została wykorzystana w filmie Fałszywa dwunastka. Duff zaśpiewała kilka piosenek do filmu Lizzie McGuire, włączając w to „Why Not”, która znalazła się w pierwszej dwudziestce hitów w Australii.
Drugim albumem Duff jest Metamorphosis wydany w 2003 roku i zawierający m.in. kompilacje napisane przez takie osobistości jak The Matrix. Album był numerem jeden w USA i Kanadzie, jego sprzedaż była jedną z największych w roku w USA – sprzedano ponad 3,7 mln kopii. Singiel „So Yesterday” znalazł się w pierwszej dziesiątce w kilku krajach, a teledysk do niego był jednym z najczęściej nadawanych w MTV. „Come Clean”, kolejny singiel znalazł się w pierwszej czterdziestce hitów w USA, a w wielu innych krajach był w pierwszych dwudziestkach. Trzeci singiel „Little Voice”, chociaż nie został wydany w USA, został wielkim hitem w Australii i Kanadzie.
Pod koniec 2003 roku, Duff pojechała w swoją pierwszą trasę koncertową – Metamorphosis Club Tour. Wszystkie występy podczas jej trasy sprzedały się lepiej od pokazów Britney Spears czy Christiny Aguilery z tego roku. Hilary wygrała nagrodę dla Najlepszego Nowego Artysty podczas 2004 World Music Awards i dla Najlepszej Artystki podczas Kids Choice Awards 2004.
Drugi krążek z serii DisneyMania, DisneyMania 2 został wydany w styczniu 2004 i zawierał m.in. piosenkę śpiewaną przez obie siostry Duff – „The Siamese Cat Song”. Inną piosenkę, „Circle of Life”, zaśpiewała Duff wraz z Disney Channel Stars. Hilary i jej siostra nagrały cover piosenki The Go-Go’s Our Lips Are Sealed na potrzeby soundtracku do filmu Historia Kopciuszka (zobacz A Cinderella Story Soundtrack), który zawierał jeszcze dwie inne piosenki Duff. Teledysk do Our Lips Are Sealed był popularny w programie Total Request Live kanału MTV, ale piosenka nie dostała się na listę Billboard Hot 100.
Trzecim albumem jest krążek Hilary Duff (2004), na który piosenki napisała m.in. sama artystka. Płyta ma bardziej rockowy styl niż Metamorphosis. Został wydany na jej siedemnaste urodziny (we wrześniu 2004) i zadebiutował jako numer #2 w USA i numer #1 w Kanadzie. Album sprzedał się w liczbie ponad 1,5 miliona kopii w USA, ale singiel „Fly” nie odniósł sukcesu w Stanach, w przeciwieństwie do popularnego teledysku. „Fly” i „Someone’s Watching Over Me” dostały się w Australii do najlepszej czterdziestki, ale z powodu mniejszego sukcesu albumu od Metamorphosis pozostałe single nie zostały wydane.
Duff wsparła finansowo kampanię Thanks & Giving: All Year Long na rzecz dzieci przebywających w szpitalu St. Jude Children’s Research Hospital.

#### 2005–2006
Czwarty album Duff jest zatytułowany Most Wanted i został wydany w 2005 roku. Zawiera jej ulubione piosenki z poprzednich dwóch albumów, remiksy i nowe piosenki inspirowane popowo-rockowymi muzykami jak The Killers i Muse. Hilary uznała, że album nie zawiera jej największych hitów, ale coś jej powiedziało, że czas na nową płytę. Podczas pracy przy Most Wanted, Hilary miała więcej kontroli kreatywności przy pisaniu i produkcji wszystkich nowych utworów wraz z Joelem Maddenem i jego bratem Benjim, niż przy poprzednich albumach. Singiel „Wake Up” stał się największym debiutem na liście Billboard Hot 100 i jej największym osiągnięciem w USA, teledysk do piosenki został dobrze przyjęty na MTV. Teledysk do drugiego singla „Beat of My Heart” też był popularny, ale nie był aż takim hitem w USA. Album debiutował jako numer jeden na liście Billboard 200 i był jej trzecim debiutem, który znalazł się na pierwszym miejscu w Kanadzie zaraz po wydaniu. W marcu 2006 sprzedaż sięgała 1,3 mln kopii. Trasa koncertowa promująca album, Most Wanted Tour, trwała dziewięć miesięcy.
Trzeci kompilacyjny album, 4Ever, został wydany jedynie we Włoszech w 2006 r. Był to ukłon w stronę dużej liczby włoskich fanów niemających dostępu do niektórych piosenek, remiksów i miksów Duff.

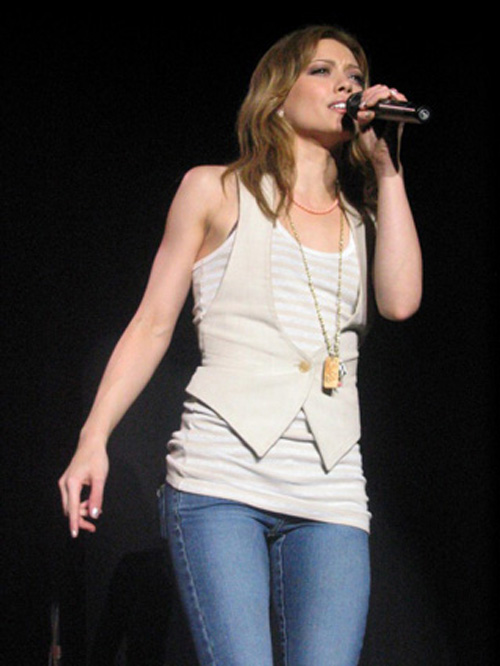
Hilary Duff 9 listopada 2006

W 2006 roku, Hilary nagrała dwie nowe piosenki na pożytek filmu Dziedziczki, był to m.in. cover piosenki Madonny Material Girl (producentem był m.in. Timbaland), który zaśpiewała razem z siostrą. Nagrała również piosenkę zatytułowaną Happy, która została wykorzystana w zwiastunie do filmu, ale nie wydano jej na płytach. Muzyka z tej piosenki została wykorzystana przy nagrywaniu innego singla Duff, Play with Fire.

#### 2007
Piątym albumem Duff jest Dignity, który według Total Request Live miał być wydany w Stanach już 5 grudnia 2006, ale z powodu zaangażowania piosenkarki w film War, Inc. premiera została przełożona na luty, a później na kwiecień 2007. Ostatecznie album wydano 3 kwietnia 2007 w Ameryce Północnej, a wszędzie indziej wcześniej. Materiał do niego napisała Kara DioGuardi i Rhett Lawrence.
Przy tworzeniu albumu, Duff pracowała z takimi producentami i mikserami muzyki, jak Richard Vission, Tim and Bob, Manny Marroquin i will.i.am. Hilary powiedziała, że w porównaniu do jej wcześniejszej muzyki, płyta jest bardziej „do tańca” i że zostały wykorzystane bardziej realne instrumenty. „Dokładnie nie wiem, jak wytłumaczyć to, co robimy, ale to jest zabawne i rytmiczne i inne, coś nowego dla mnie. To jest naprawdę super” – powiedziała. Duff opisała również album jako „brzmienie trochę mniej poprockowe i bardziej elektroniczne”. Krążek ma dwie wersje: standardową edycję i deluxe zawierającą bonusowe piosenki i DVD.
Pierwszy singiel Play with Fire stał się popularnym hitem w klubach, a w radiach był rozpowszechniany od sierpnia 2006 roku, jednak nie osiągnął wysokich miejsc w amerykańskich rankingach. Drugi singiel, With Love, został wydany na początku 2007 roku, osiągnął sukces radiowy i znalazł się w czołowej czterdziestce. Teledysk do tego singla został również wykorzystany w promocji pierwszego zapachu Duff – With Love, który zadebiutował na rynku we wrześniu 2006 roku. Trzeci singiel, Stranger, zajął drugie miejsce w Bułgarii i trzecie w Czechach, a w USA zdobył pozycję numer jeden na liście klubowych hitów.

### Pozostała działalność
12 marca 2004 Hilary Duff wypuściła własną linię ubrań dla nastolatek „Stuff By Hilary Duff”, która była rozprowadzana przez Target Stores w Stanach Zjednoczonych, Kmart w Australii, Zellers w Kanadzie i Edgars w Republice Południowej Afryki. Spółka zaczęła od ubrań, ale powiększyła działania do mebli, zapachów i biżuterii. Wszystko przeznaczone dla dzieci i młodzieży w wieku od 9 do 19 lat.
Playmates Toys zrobiło „laleczkę sław” (celebrity doll) na jej podobieństwo w 2004. We wrześniu 2004 Duff wypuściła na rynek własną linię perfum, With Love, którą zareklamowała w The View.
Duff i jej pies Lola pojawiły się w grze Electronic Arts The Sims 2: Zwierzaki wydanej w październiku 2006. W wersji na konsole postać Duff odwiedza parcele publiczne i gracze mogli poznać z nią i jej psem własne simy. Jednakże w wydaniu na PC, gracze mogli pobrać sima Duff ze strony internetowej Maxisa przed 31 grudnia, a zarówno ona i jej pies są zwykłymi simami. Duff, tak jak Paris Hilton i Jessica Simpson, została skrytykowana za ukazywanie psów częściej jako modny dodatek, niż zwierzę.

## Życie prywatne
Duff w 2002 roku zaczęła umawiać się z piosenkarzem Aaronem Carterem. Spotkali się podczas kręcenia serialu Lizzie McGuire, kiedy ten grał niewielką rolę w odcinku świątecznym. Związek przykuł uwagę mediów po doniesieniach o trójkącie miłosnym między Duff, Carterem a aktorką Lindsay Lohan.
W latach 2004–2006, Duff umawiała się z Joelem Maddenem, piosenkarzem zespołu Good Charlotte. Matka Duff, Susan, potwierdziła ich związek w czerwcu 2005 roku w wywiadzie dla magazynu Seventeen, po długim okresie plotek.

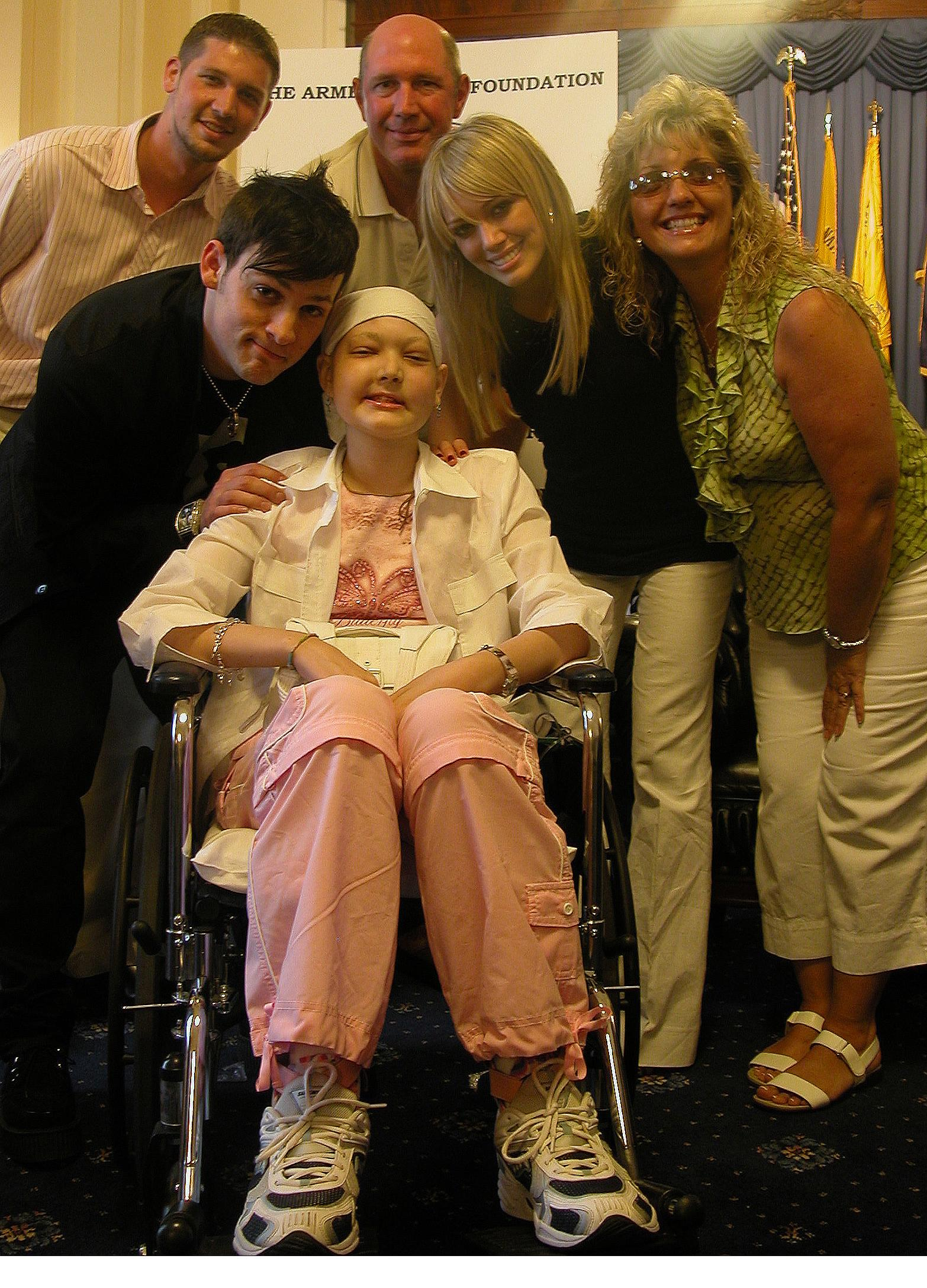
Od lewego, dolnego rogu: Joel Madden, Alyssa Weishoff, Hilary Duff, rodzina Alyssy; 10 czerwca 2005

W czerwcu 2006 w artykule w magazynie ELLE pojawiły się słowa Duff: „...(dziewictwo) jest na pewno czymś, co w sobie lubię. To nie znaczy, że nie myślę o seksie, ponieważ wszyscy, których znam, mają pierwszy raz za sobą i chce się do nich dołączyć”. Później, Duff powiedziała MuchMusic, że cytowane słowa nigdy nie zostały przez nią wypowiedziane i że ten temat jest „zdecydowanie czymś, o czym nie chce rozmawiać...”. Duff i Madden zerwali ze sobą w grudniu 2006 r.
Pod koniec 2005 roku Duff zrobiła sobie miesięczną przerwę od pracy jako spóźniony prezent urodzinowy. Powiedziała, że chciała wziąć krótki oddech po wydaniu Most Wanted i napisaniu trzech nowych piosenek dla niej, nakręceniu trzech filmów i przejechaniu trasy koncertowej „Still Most Wanted Tour”. W 2005 r. Duff pojawiła się odchudzona, co sprowokowało media do spekulacji na ten temat. Plotki donosiły, że Hilary cierpi na zaburzenia jedzenia, co sama zainteresowana zdementowała. Duff wypowiedziała się podczas australijskiego show Today Tonight, że straciła wagę prowadząc bardziej aktywny tryb życia.
Duff należy do kilku organizacji charytatywnych, jest entuzjastką praw zwierząt, członkinią „Kids with a Cause”, przekazała 250 tys. dolarów dla ofiar huraganu Katrina.
Pod koniec sierpnia 2006 r. Duff pojechała do szkoły podstawowej w Nowym Orleanie i pracowała z USA Harvest przy rozdzielaniu jedzenia. W 2005 r. podarowała ok. 2,5 mln posiłków ofiarom huraganu.
W sierpniu 2006 Duff powiedziała, że skorzystała z kompleksowej opieki dentystycznej, ponieważ odłamał jej się kawałeczek przedniego zęba na mikrofonie podczas koncertu. W internecie, fani Duff narzekali, że wykonano to niepoprawnie przez co miała „wygląd konia”. Duff zmniejszyła „nowe” zęby do rozmiaru oryginalnych. 
Później, artykuł w Digital Spy ogłosił, że w 2006 r. Duff schudła do amerykańskiego rozmiaru zero, po przeczytaniu, że wygląda, jakby przytyła 15 funtów (ok. 6 kg). Niedawno powiedziała, że czuła nacisk na bycie szczupłym; oświadczyła, że jest dostrzegana przez media za grubą albo za chudą. Duff nazwała to „orzeczeniem i zamierzeniem”.
Pod koniec 2006 roku Duff podjęła kroki prawne przeciwko domniemanemu prześladowcy i jego współlokatorowi. Policja przeprowadziła dochodzenie w tej sprawie. Trzeciego listopada 2006 roku prześladowca Duff, Maksim Miakovsky, został aresztowany pod zarzutem gróźb o zabiciu Duff tego weekendu. Został oskarżony o rozprowadzanie pogróżek i prześladowanie. Przyleciał do USA „wyłącznie w celu spotkania i romantycznego zbliżenia się do pani Duff”. 19 stycznia 2007 Miakovsky został skazany na 117 dni więzienia i pięć lat nadzoru kuratora, po wystąpieniu obrony o zmniejszenie wyroku, jak twierdzi Associated Press.
14 sierpnia 2010 aktorka i piosenkarka poślubiła Mike’a Comrie, kanadyjskiego hokeistę NHL. Para zaręczyła się w lutym 2010 roku po dwóch latach znajomości. 20 marca 2012 roku przyszło na świat ich pierwsze dziecko, syn Luca Cruz Comrie. 10 stycznia 2014 roku Duff i Comrie oświadczyli, że wspólnie zadecydowali o separacji, ale podejmą wszelkie wysiłki, aby wspólnie wychowywać syna. Aktorka złożyła pozew o rozwód rok później, w lutym 2015 roku. Rozwód został sfinalizowany w lutym 2016 roku. Przed ślubem para podpisała intercyzę; po rozwodzie Hilary nadal jest właścicielką posiadłości Beverly Hills, choć Comrie otrzymał od niej równowartość swojego udziału w nieruchomości w wysokości blisko 2,5 miliona dolarów.
Od 2017 jest związana z wokalistą i DJ-em Matthew Komą, w 2018 na świat przyszła ich córka Banks Violet Bair. Para zaręczyła się w maju 2019. W grudniu 2019 roku Hilary i Matthew wzięli ślub. 24 marca 2021 roku na świat przyszła druga córeczka Mea James Bair. W grudniu 2023 roku Hilary ogłosiła, że spodziewa się kolejnego dziecka.

## Filmografia
| Rok       | Tytuł                     | Tytuł oryginalny                  | Rola                           | Uwagi                                              | Zyski           |
| --------- | ------------------------- | --------------------------------- | ------------------------------ | -------------------------------------------------- | --------------- |
| 1993–2004 | Frasier                   | Frasier                           | Britney                        | głos/epizod                                        |                 |
| 1994–2000 | Szpital Dobrej Nadziei    | Chicago Hope                      | Jessie Seldon                  | epizod                                             |                 |
| 1997      | Prawdziwe kobiety         | True Women                        |                                | statystka, nie umieszczona w napisach              |                 |
| 1998      | Kacper i Wendy            | Casper Meets Wendy                | Wendy Townsend                 | nakręcony na video                                 |                 |
| 1998      | Gra w serca               | Playing by Heart                  |                                | statystka, nie umieszczona w napisach              |                 |
| 1999      | Przewodnik dusz           | The Soul Collector                | Ellie                          | nakręcony dla TV                                   |                 |
| 1999      | Prawo i bezprawie         | Law & Order: Special Victims Unit | Ashlee Walker                  | epizod                                             |                 |
| 2001      | Wojna plemników           | Human Nature                      | młoda Lila Jute                |                                                    | 705 308 USD     |
| 2001–2004 | Lizzie McGuire            | Lizzie McGuire                    | Elizabeth McGuire              | tytułowa bohaterka                                 |                 |
| 2002      | Kadet Kelly               | Cadet Kelly                       | Kelly Collins                  | nakręcony dla TV/główna rola                       |                 |
| 2002–2005 | American Dreams           | American Dreams                   | Shangri-Las                    | epizod                                             |                 |
| 2002–2007 | George Lopez              | George Lopez                      | Stephanie/Kenzie               | epizod                                             |                 |
| 2003      | Agent Cody Banks          | Agent Cody Banks                  | Natalie Connors                |                                                    | 58 795 814 USD  |
| 2003      | Lizzie McGuire            | The Lizzie McGuire Movie          | Lizzie McGuire/Isabella Parigi | tytułowa bohaterka                                 | 55 534 455 USD  |
| 2003      | Fałszywa dwunastka        | Cheaper by the Dozen              | Lorraine Baker                 | rola pierwszoplanowa                               | 190 212 113 USD |
| 2003      | Na torze                  | Right On Track                    | wokalistka                     | epizod                                             |                 |
| 2003–2005 | Joan z Arkadii            | Joan of Arcadia                   | Dylan Samuels                  | epizod                                             |                 |
| 2004      | Historia Kopciuszka       | A Cinderella Story                | Samantha Montgomery            | główna rola                                        | 74 628 141 USD  |
| 2004      | Szansa na sukces          | Raise Your Voice                  | Teresa ‘Terri’ Fletcher        | główna rola                                        | 13 573 284 USD  |
| 2004      | Gdzie jest święty Mikołaj | In Search of Santa                | Crystal (głos)                 | nakręcony dla TV                                   |                 |
| 2005      | Idealny facet             | The Perfect Man                   | Holly Hamilton                 | główna rola                                        | 19 770 475 USD  |
| 2005      | Fałszywa dwunastka II     | Cheaper by the Dozen II           | Lorraine Baker                 | rola pierwszoplanowa                               | 129 154 341 USD |
| 2005      | Disney Channel Holiday    | Disney Channel Holiday            | Lizzie McGuire                 | rola pierwszoplanowa                               |                 |
| 2005      | Zaklinacz dusz            | Ghost Whisperer                   | Morgan Jeffries                | epizod                                             |                 |
| 2006      | Dziedziczki               | Material Girls                    | Tanzie Marchetta               | główna rola; także producentka                     | 12 783 677 USD  |
| 2009–2010 | Plotkara                  | Gossip Girl                       | Olivia Burke                   | rola drugoplanowa                                  |                 |
| 2008      | Wojenny biznes            | War, Inc.                         | Yonica Babyyeah                | rola drugoplanowa                                  |                 |
| 2009      | What Goes Up              | What Goes Up                      | Lucy Diamond                   | rola drugoplanowa                                  |                 |
| 2009      | Greta                     | Greta                             | Greta                          | rola pierwszoplanowa; także producentka wykonawcza |                 |
| 2009      | Stay Cool                 | Stay Cool                         | Shasta O’Neil                  | rola drugoplanowa                                  |                 |
| 2010      | Bloodworth                | Bloodworth                        | Raven Lee Halfacre             | rola drugoplanowa                                  |                 |
| 2010      | Randki na zlecenie        | Beauty & the Briefcase            | Lane Daniels                   | rola pierwszoplanowa                               |                 |
| 2010      | Community                 | Community                         | Meghan                         | epizod                                             |                 |
| 2012      | She Wants Me              | She Wants Me                      | Kim Powers                     |                                                    |                 |
| 2012      | Foodfight!                | Foodfight!                        | Sunshine Goodness              | głos; rola pierwszoplanowa                         |                 |
| 2012      | Skrzydła                  | Wings                             | Windy                          | głos                                               |                 |
| 2013      | Dorastająca nadzieja      | Raising Hope                      | Rachel                         | epizod                                             |                 |
| 2013      | Dwóch i pół               | Two and a Half Men                | Stacey                         | epizod                                             |                 |
| 2013      | Dora poznaje świat        | Dora the Explorer                 | Jessica/Czarownica             | głos; epizod                                       |                 |
| 2014      | Wings: Sky Force Heroes   | Wings: Sky Force Heroes           | Windy                          | głos                                               |                 |
| 2015–2021 | Younger                   | Younger                           | Kelsey Peters                  | rola pierwszoplanowa                               |                 |
| 2016      | Flock of Dudes            | Flock of Dudes                    | Amanda                         |                                                    |                 |
| 2019      | Sharon Tate               | The Haunting of Sharon Tate       | Sharon Tate                    | także producentka wykonawcza                       |                 |
| 2022–2023 | Jak poznałam twojego ojca | How I Met Your Father             | Sophie Tompkins                | rola głowna; także producentka                     |                 |

### Pozostałe role
Duff wystąpiła kilka razy w serialach telewizyjnych, pierwszy raz jako chore dziecko w serialu medycznym Szpital Dobrej Nadziei (Chicago Hope) w marcu 2000 r. W 2003 zagrała w odcinku The George Lopez Show jako sprzedawczyni, a dwa lata później ponownie wystąpiła w tym samym serialu jako feministyczna przyjaciółka poetki Carmen (Masiela Lusha). Zagrała razem z siostrą Haylie członkinie grupy popowej lat 60. XX wieku The Shangri-Las w American Dreams w 2003. W 2005 r. w jednym odcinku zagrała koleżankę z klasy i wielbicielkę tytułowej postaci z serialu Joan z Arkadii (Joan of Arcadia). Podczas trasy koncertowej Most Wanted wystąpiła w Guadalajarze w Meksyku, gdzie nakręciła krótki występ w serialu dla młodzieży Rebelde. Duff wystąpiła gościnnie 27 kwietnia 2007 podczas premiery trzeciego sezonu The Andy Milonakis Show.

## Dyskografia

### Albumy studyjne
1. Metamorphosis (2003)
2. Hilary Duff (2004)
3. Dignity (2007)
4. Breath In. Breath Out. (2015)

### Kompilacje
1. Santa Claus Lane (2002, kompilacja bożonarodzeniowa)
2. Most Wanted (2005, kompilacja singli)
3. 4Ever (2006, kompilacja singli, tylko na rynek włoski)
4. Best Of (2008, kompilacja singli w tym 2 nowe piosenki i remixy)

## Nagrody
| Rok  | Gdzie               | Kategoria | Za co |
| ---- | ------------------- | --- | --- |
| 2000 | Young Artist Awards | Best Performance in a TV Movie or Pilot – Supporting Young Actress Najlepsza gra aktorska w filmie TV lub programie pilotażowym – młode aktorki | Za rolę w filmie Przewodnik dusz (1999, TV) |
| 2003 | Teen Choice Awards  | Choice Movie Breakout Star – Female Znakomity debiut filmowy – aktorki                                                                          | Za rolę w filmie Lizzie McGuire (2003) |
| 2004 | Young Artist Awards | Best Young Ensemble in a Feature Film Najlepsza grupa młodych w filmie fabularnym                                                               | Za rolę w filmie Fałszywa dwunastka (2003), razem z: Brent Kinsman, Shane Kinsman, Forrest Landis, Steven Anthony Lawrence, Liliana Mumy, Kevin Schmidt, Jacob Smith, Alyson Stoner, Blake Woodruff, Morgan York |
| 2005 | Kids’ Choice Awards | Favorite Movie Actress Najlepsza filmowa aktorka                                                                                                | Za rolę w filmie Historia Kopciuszka (2004), również w Szansa na sukces (2004) |
| 2005 | Teen Choice Awards  | Choice Movie Blush Scene Znakomita scena zarumienienia                                                                                          | Za rolę w filmie Historia Kopciuszka (2004), scena z Sam na szkolnej zbiórce |
| 2020 | Złota Malina        | Worst Actress Najgorsza aktorka | Za tytułową rolę w filmie Sharon Tate (2019) |

### Nominacje
- 2003 Fort Myers Beach Film Festival Nagroda dla wschodzącej gwiazdy (Rising Star Award)

#### Young Artist Award
| Rok  | Kategoria | Za co                                                                                                  |
| ---- | --- | --- |
| 1999 | Najlepszy występ w filmie telewizyjnym/programie pilotażowym/miniserialu/ serialu – młoda aktorka w wieku do 10 lat (Best Performance in a TV Movie/Pilot/Mini-Series or Series – Young Actress Age Ten or Under) | Za rolę w filmie Kacper i Wendy (1998)                                                                 |
| 2002 | Najlepsza grupa w serialu telewizyjnym (komediowym lub dramacie) (Best Ensemble in a TV Series (Comedy or Drama))                                                                                                 | Za rolę w serialu Lizzie McGuire (2001), razem z: Lalaine, Adam Lamberg, Jake Thomas, Ashlie Brillault |
| 2002 | Najlepszy występ w komediowym serialu telewizyjnym – wiodący młodą aktorkę (Best Performance in a TV Comedy Series – Leading Young Actress)                                                                       | Za rolę w serialu Lizzie McGuire (2001)                                                                |
| 2003 | Najlepsza grupa w serialu telewizyjnym (komediowym lub dramacie) (Best Ensemble in a TV Series (Comedy or Drama))                                                                                                 | Za rolę w serialu Lizzie McGuire (2001), razem z: Lalaine, Adam Lamberg, Jake Thomas                   |

#### Kids’ Choice Awards
| Rok  | Kategoria                                                  | Za co                                   |
| ---- | ---------------------------------------------------------- | --------------------------------------- |
| 2002 | Ulubiona aktorka telewizyjna (Favorite Television Actress) | Za rolę w serialu Lizzie McGuire (2001) |
| 2003 | Ulubiona aktorka telewizyjna (Favorite Television Actress) | Za rolę w serialu Lizzie McGuire (2001) |
| 2004 | Ulubiona aktorka telewizyjna (Favorite Television Actress) | Za rolę w serialu Lizzie McGuire (2001) |
| 2005 | Ulubiona aktorka telewizyjna (Favorite Television Actress) | Za rolę w serialu Lizzie McGuire (2001) |

#### Teen Choice Award
| Rok  | Kategoria                                                            | Za co                                                                        |
| ---- | -------------------------------------------------------------------- | ---------------------------------------------------------------------------- |
| 2003 | Znakomita aktorka filmowa – komedia (Choice Movie Actress – Comedy)  | Za rolę w filmie Lizzie McGuire (2003)                                       |
| 2003 | Znakomita aktorka telewizyjna – komedia (Choice TV Actress – Comedy) | Za rolę w serialu Lizzie McGuire (2001)                                      |
| 2004 | Znakomity filmowy rumieniec (Choice Movie Blush)                     | Za rolę w filmie Fałszywa dwunastka (2003)                                   |
| 2005 | Znakomita aktorka filmowa: komedia (Choice Movie Actress: Comedy)    | Za rolę w filmie Historia Kopciuszka (2004)                                  |
| 2005 | Znakomita filmowa chemia (Choice Movie Chemistry)                    | Za rolę w filmie Historia Kopciuszka (2004), razem z: Chad Michael Murray    |
| 2005 | Znakomity filmowy pocałunek (Choice Movie Liplock)                   | Za rolę w filmie Historia Kopciuszka (2004), razem z: Chad Michael Murray    |
| 2005 | Znakomita filmowa scena miłosna (Choice Movie Love Scene)            | Za rolę w filmie Historia Kopciuszka (2004), razem z: Chad Michael Murray    |
| 2006 | Filmy – Znakomite aktorki: Komedia (Movies – Choice Actress: Comedy) | Za rolę w filmie Idealny facet (2005), również w Fałszywa dwunastka 2 (2005) |

#### Złota Malina
| Rok  | Kategoria                                    | Za co                                                                          |
| ---- | -------------------------------------------- | ------------------------------------------------------------------------------ |
| 2005 | Najgorsza aktorka (Worst Actress)            | Za rolę w filmie Szansa na sukces (2004), również w Historia Kopciuszka (2005) |
| 2006 | Najgorsza aktorka (Worst Actress)            | Za rolę w filmie Fałszywa dwunastka 2 (2005), również w Idealny facet (2005)   |
| 2007 | Najgorsza aktorka (Worst Actress)            | Za rolę w filmie Dziedziczki (2006), razem z: Haylie Duff                      |
| 2007 | Najgorsza para filmowa (Worst Screen Couple) | Za rolę w filmie Dziedziczki (2006), razem z: Haylie Duff                      |

### Artykuły
- Kirsten Heysen, Our Teresa may lose job, The Herald Sun, 14.08.2006

### Rankingi
- RIAA searchable database
- Rock on the Net: Hilary Duff
- All Music Guide: Hilary Duff
- Worldwide Charts: Hilary Duff